# Peter Ulrich (Landwirt)
Johann Peter Ulrich (* 19. April 1800 in Erbenheim; † 16. Juni 1881 ebenda) war ein deutscher Bürgermeister und Mitglied des Nassauischen Landtags.

## Leben
Peter Ulrich wurde als Sohn des Landwirts Johann Philipp Ulrich (1769–1813) und dessen Ehefrau Maria Sophia Göbel (1772–1821) geboren.
Er betrieb in seinem Heimatort, in dem er das Amt des Bürgermeisters ausübte,  die väterliche Landwirtschaft, als er 1852 ein Mandat für den Nassauischen Landtag erhielt. Er wurde gewählt im Wahlkreis XXIV Amt Wiesbaden und blieb bis 1857 in dem Parlament.
Ulrich hatte am  6. August 1820  in Erbenheim Catharina Johannette Dörr (1799–1861), Tochter des Abgeordneten Heinrich Peter Dörr geheiratet.